# مقلع

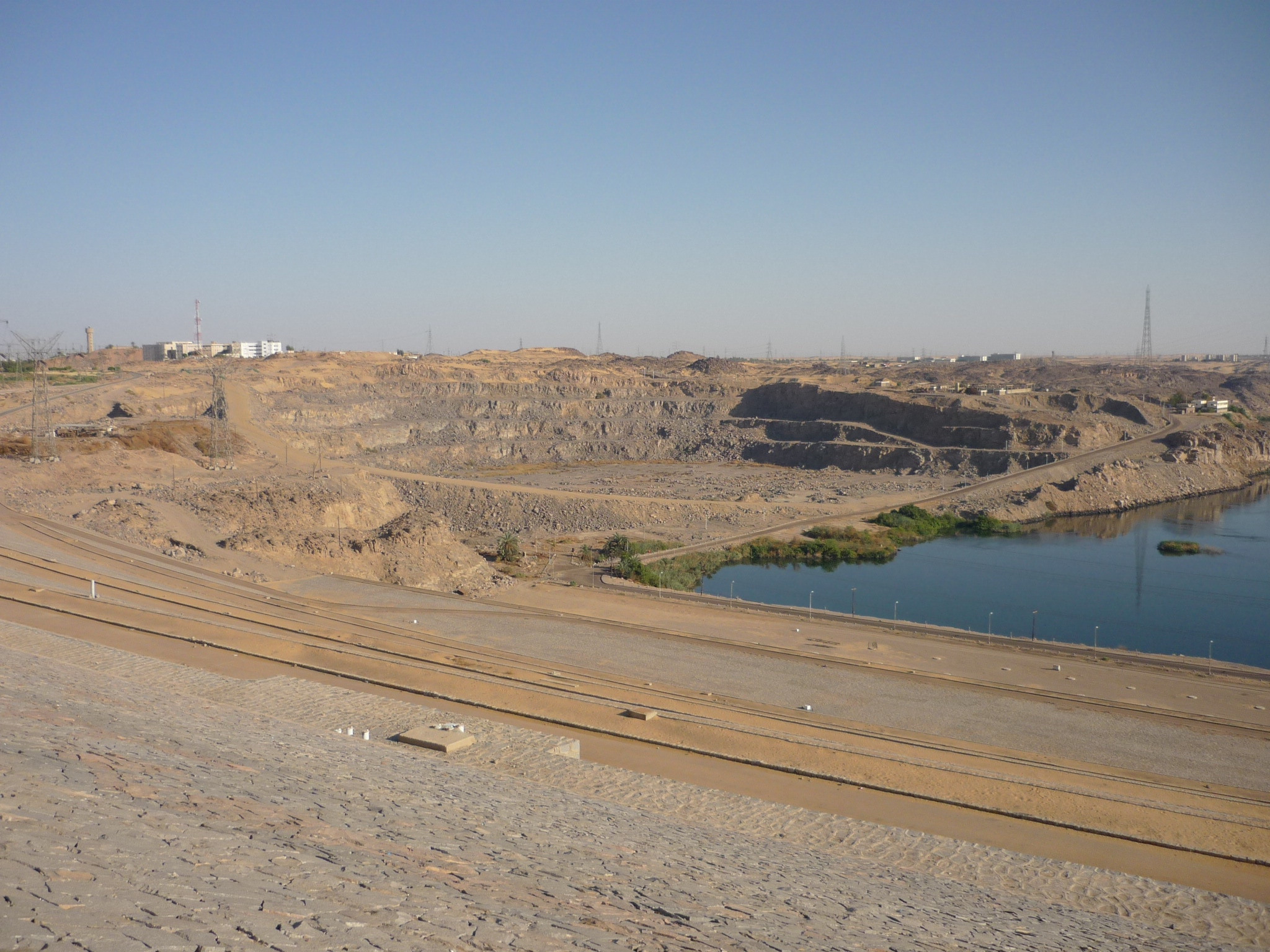
مَحجر اقتُلع منه الصخر لإنشاء السد العالي بمدينة أسوان جنوب مصر.

المقلع أو المحجر هو مكان يحفره الإنسان في سطح الأرض لغرض استخراج موارد طبيعية باطنية مثل الرخام والجبس والحصى - أو الصخر نفسه - ويجب عدم الخلط بينه وبين «المنجم الذي يكون عميقًا - مكشوفًا أو مُغطّى - ويُستخرج منه المعادن والفحم».
يُسمَّى من يعمل به حجَّاراً.